# Vallée de Manigod
La vallée de Manigod est une vallée de France située en Haute-Savoie, dans les Alpes, sur la commune de Manigod en grande partie et sur celle des Clefs pour une petite partie.

## Géographie
Cette vallée fluviale constitue la haute vallée du Fier qui y prend sa source et se jette dans le Rhône à Seyssel après avoir traversé le massif des Bornes, le Genevois et le massif de la Chambotte. De forme arquée, elle s'étire sur environ neuf kilomètres de longueur entre le pied de l'aiguille de Manigod et le village des Clefs. Elle se situe intégralement dans le massif des Aravis, avec notamment l'extrémité occidentale du plateau de Beauregard au nord, les cols de la Croix Fry et de Merdassier encadrant la tête de Cabeau au nord-est, la chaîne des Aravis avec notamment l'Étale et les Trois Aiguilles à l'est ainsi que la montagne de Sulens au sud-ouest et au sud.
La vallée est parcourue par la route départementale 16 autour de laquelle s'articule le bourg et les différents hameaux de Manigod.